# Ophiomorus nuchalis
Espèce
Statut de conservation UICN

 LC  : Préoccupation mineure
Ophiomorus nuchalis est une espèce de sauriens de la famille des Scincidae.

## Répartition
Cette espèce est endémique du Dasht-e Kavir en Iran.

## Publication originale
- Nilson & Andren, 1978 : A new species of Ophiomorus (Sauna: Scincidae) from Kavir Desert, Iran. Copeia, vol. 1978, no 3, p. 559-564.